# Chlorophorus vicinus
Chlorophorus vicinus är en skalbaggsart som beskrevs av Dauber 2002. Chlorophorus vicinus ingår i släktet Chlorophorus och familjen långhorningar. Inga underarter finns listade i Catalogue of Life.